# Juana Bonilla Jaime
Juana Bonilla Jaime (Miguel Hidalgo, 16 de mayo de 1961) es una política mexicana perteneciente al Partido de la Revolución Democrática (PRD). En 2012 tomó protesta como Diputada por la LXII Legislatura del Congreso de la Unión Mexicana representando al estado de México.

## Carrera
A finales de la década de 1970, Bonilla Jaime se vinculó al Partido de la Revolución Democrática (PRD) como miembro de la Corriente ADN. Duante las décadas de 1980 y 1990 desempeñó varios cargos dentro del partido y en 2006 se convirtió en Consejera Estatal del PRD. El 29 de agosto de 2012 tomó protesta como Diputada por la LXII Legislatura del Congreso de la Unión Mexicana representando al estado de México, integrando además las comisiones de Deporte, Cultura y Cinematografía y Población.